# Grizzly (ça c'est vraiment moi)
Albums de Louis Bertignac
Power Trio (Live)
(2006) Suis-moi
(2014)
Grizzly (ça c'est vraiment moi) est un album de Louis Bertignac sorti le 14 mars 2011. Il est réalisé dans un contexte où le guitariste est quitté par sa fiancée Julia Delafosse qui a obtenu la garde des enfants.

## Titres de l'album (version CD)
Toutes les paroles sont écrites par Boris Bergman, toute la musique est composée par Louis Bertignac.
| No  | Titre                | Durée |
| --- | -------------------- | ----- |
| 1.  | 22m²                 | 3:05  |
| 2.  | Pro                  | 3:13  |
| 3.  | Costards             | 3:19  |
| 4.  | Tes bonnes choses    | 4:00  |
| 5.  | Le Grand Ordinateur  | 3:39  |
| 6.  | Tziganes et Grizzly  | 3:01  |
| 7.  | Mouettes et Rhinos   | 4:25  |
| 8.  | Chaud                | 3:00  |
| 9.  | Bloody Mary Tabasco  | 4:29  |
| 10. | Simulations          | 3:33  |
| 11. | Les filles comme toi | 5:15  |
| 12. | Fais pas mes malles  | 3:47  |
| 13. | Frayer ?             | 3:47  |

## Titres de l'album (version vinyle)
Toutes les paroles sont écrites par Boris Bergman, toute la musique est composée par Louis Bertignac sauf * Bertignac-Barayon/Bertignac.
| No  | Titre                           | Durée |
| --- | ------------------------------- | ----- |
| 1.  | 22m²                            | 3:03  |
| 2.  | Pro                             | 3:11  |
| 3.  | Costards                        | 3:17  |
| 4.  | Tes bonnes choses               | 3:58  |
| 5.  | Le Grand Ordinateur             | 3:37  |
| 6.  | Tziganes et Grizzly             | 2:58  |
| 7.  | Mouettes et Rhinos              | 4:23  |
| 8.  | Chaud                           | 2:58  |
| 9.  | Bloody Mary Tabasco             | 4:23  |
| 10. | Simulations                     | 3:31  |
| 11. | Les filles comme toi            | 5:13  |
| 12. | Fais pas mes malles             | 3:45  |
| 13. | Frayer ?                        | 3:47  |
| 14. | Vol à vue                       | 3:56  |
| 15. | Minilou*                        | 2:22  |
| 16. | Petite Haine                    | 3:16  |
| 17. | Mouettes et Rhinos (électrique) | 3:25  |
| 18. | Ma Ballerine                    | 4:08  |
| 19. | Vol à vue (électrique)          | 4:30  |

En plus de contenir des titres inédits non réédités dans les versions CD suivantes, le double vinyle contenait une réplique cartonnée recto-verso pliée en trois grandeur nature de la fameuse Gibson SG Junior '63 de Louis.